# Robin (TV-serie)
Robin är en tecknad TV-serie från 1996 skapad av den svenska illustratören Magnus Carlsson. Huvudkaraktären i serien är en ung man vid namn Robin som bor i en nersliten lägenhet och är arbetslös. Robins röst på svenska görs av Peder Ernerot.

## Karaktärer
- Robin är protagonisten som bor i en nersliten lägenhet och är arbetslös.
- Benjamin är Robins bästa vän och han dricker oftast stora mängder sprit.

## Handling
Serien handlar om den arbetslösa ungkarlen Robin och hans kompis Benjamin. Båda är i 20-årsåldern, men ingen av dem verkar göra något konstruktivt med sina liv. I avsnitten blir de inblandade i flera märkliga händelser som oftast resulterar i "goddag yxskaft"-slut. Samtliga avsnitt är fristående och behöver inte ses i inbördes ordning.
De båda (eller oftast bara Robin) möter många udda och skumma karaktärer under hela serien.

## Musikkvideo
År 1997 kom bandet Radiohead att se TV-serien Robin på Channel 4, vilket fick dem att kontakta Magnus Carlsson för att göra en musikvideo med figuren Robin till deras låt "Paranoid Android".